# ميوكي كوباياشي (كاتبة)
ميوكي كوباياشي (باليابانية: 小林深雪) (10 مارس 1964، سايتاما في اليابان)؛ مانغاكا وروائية يابانية.

## روابط خارجية
- ميوكي كوباياشي على موقع ANN person (الإنجليزية)